# Bangura
Bangura là một thị trấn thống kê (census town) của quận Kendujhar thuộc bang Orissa, Ấn Độ.

## Nhân khẩu
Theo điều tra dân số năm 2001 của Ấn Độ, Bangura có dân số 5168 người. Phái nam chiếm 52% tổng số dân và phái nữ chiếm 48%. Bangura có tỷ lệ 57% biết đọc biết viết, thấp hơn tỷ lệ trung bình toàn quốc là 59,5%: tỷ lệ cho phái nam là 69%, và tỷ lệ cho phái nữ là 45%. Tại Bangura, 14% dân số nhỏ hơn 6 tuổi.